# Lithospermum
- Commons
- Wikispecies

Lithospermum L. é um gênero de plantas pertencente à família Boraginaceae.

## Sinonímia
- Aegonychon A. Gray
- Batschia J. F. Gmel.
- Buglossoides Moench

## Espécies
- Lithospermum arvense
- Lithospermum californicum
- Lithospermum canescens
- Lithospermum caroliniense
- Lithospermum confine
- Lithospermum incisum
- Lithospermum multiflorum
- Lithospermum officinale
- Lithospermum purpurocaeruleum
- Lithospermum ruderale
- Lithospermum viride
- Lista completa

## Classificação do gênero
| Sistema | Classificação                      | Referência               |
| ------- | ---------------------------------- | ------------------------ |
| Linné   | Classe Pentandria, ordem Monogynia | Species plantarum (1753) |